# Casiopea
I Casiopea (カシオペア Kashiopea?), che prendono nome dalla costellazione Cassiopea, sono una band fusion giapponese fondata nel 1976 dal chitarrista Issei Noro, dal bassista Tetsuo Sakurai e dal tastierista Hidehiko Koike.
Nel 1977, il tastierista Minoru Mukaiya e il batterista Takashi Sasaki si uniscono al gruppo, lasciando il tastierista Hidehiko fuori dal gruppo.
Il gruppo debutta nel 1979 con l'album omonimo Casiopea, collaborando con Randy Brecker e Michael Brecker come musicisti ospiti. Nel 1980, il batterista Takashi viene sostituito da Akira Jimbo. I Casiopea hanno realizzato più di 35 album sia in Giappone che negli Stati Uniti.
Tra le canzoni più famose dei Casiopea possiamo citare Asayake, Galactic Funk e Eyes of the Mind.

## Storia
Il gruppo inizia la sua carriera nel 1979 con l'etichetta discografica Alfa Records, con cui realizzano il loro primo album Casiopea.
Galactic Funk compare per la prima volta nell'album Crosspoint del 1981, di cui sono state registrate 10 versioni diverse tra studio e live.
L'album Eyes of the Mind è stato realizzato negli Stati Uniti nel 1981, Make Up City nel 1982 seguito da Mint Jams nello stesso anno. Il loro primo concerto all'estero è stato nel Regno Unito nel 1983. Il gruppo è stato in tour in Europa, Sud America, Australia, e Sud-est Asiatico.
Nel 1989 il batterista Akira Jimbo e il bassista Tetsuo Sakurai lasciano la band per seguire delle altre strade. Al loro posto, i Casiopea scelgono Yoshihiro Naruse (al basso) e Masaaki Hiyama (alla batteria).
Nel 1993, il gruppo cambia ancora formazione. Noriaki Kumagai sostituisce Masaaki. Nel 1997, Akira Jimbo torna nei Casiopea, questa volta come membro part-time, registrando nuovi album e collaborando alle composizioni.
Nel 2006 il leader del gruppo Issei Noro decide di congelare tutte le attività del gruppo fino a nuovo ordine.
Nel 2007, Issei Noro (insieme ai vecchi membri dei Casiopea, Akira Jimbo e molti altri) formano un gruppo J-Fusion, gli Inspirits. Issei Noro e gli Inspirits realizzano due album. Nel gennaio 2009 i Casiopea incidono l'album Tetsudou Seminar Ongakuhen, che contiene alcune tracce basate sulla serie di videogiochi di Minoru Mukaiya, Train Simulator. 
Il 27 maggio 2009 per celebrare il 30º anniversario del gruppo è stato realizzato un cofanetto in edizione limitata dal titolo Legend of Casiopea contenente quasi tutti gli album del gruppo.
Il 20 aprile del 2012 i Casiopea annunciano il loro ritorno, con Kiyomi Otaka alle tastiere, in sostituzione di Minoru Mukaiya, che al momento ha un team di produzione musicale proprio (Mukaiya Club).

## Membri

### Chitarra
- Issei Noro(1976–2006, 2012–Oggi)
  - L'unico membro dei Casiopea che non è stato sostituito è l'attuale leader della band "Inspirits". Ha fatto anche parte dei "Pegasus" col suo ex compagno e bassista dei Casiopea Tetsuo Sakurai.

### Tastiere
- Hidehiko Koike (1976–1977)
  - Ha suonato coi Casiopea per i primi anni, poi ha lasciato il gruppo (forse) dopo che i Casiopea hanno partecipato al contest musicale Yamaha's Music, "East/West '77". Non ha mai suonato in nessun album dei Casiopea, e non fu più sentito fino al 20º anniversario dei Casiopea nel 1999.
- Minoru Mukaiya (1977–2006)
  - Nonostante Minoru Mukaiya fosse il tastierista che rimpiazzò Hidehiko Koike, è considerato il tastierista originale dei Casiopea, visto che Koike non ha mai registrato un album con i Casiopea. Dal 1985, Minoru Mukaiya è stato l'Ufficiale Capo Esecutivo dell'Ongakukan, una compagnia che si occupava di attrezzatura per registrazioni, ma che ora produce videogames (principalmente Train-Simulators). Nel 1993, Un gioco giapponese per Macintosh fu realizzato e prodotto dall'Ongakukan, chiamato "Touch the Music with Casiopea". Attualmente è il produttore e fondatore del Mukaiya Club.
- Kiyomi Otaka (2012–Oggi)
  - Kiyomi Otaka è la più giovane, e l'unica donna, membro dei Casiopea, ed è uno dei 2 membri (insieme a Yoshihiro Naruse) ad avere già una stabile carriera solistica prima di unirsi al gruppo (è stata un artista solista dal 1998). Al contrario di Minoru Mukaiya, originariamente ha iniziato come suonatrice di organo, piuttosto che dalle tastiere sintetizzate.

### Basso
- Tetsuo Sakurai (1976–1989)
  - Il bassista originale dei Casiopea. Lui e Akira Jimbo hanno lasciato la band nel 1989 per formare il duo Drum/Bass conosciuto come Jimsaku (il nome deriva dalla combinazione dei loro cognomi, "Jimbo and Sakurai".) Inoltre, Tetsuo Sakurai ha partecipato al duo di chitarra acustica e basso "Pegasus", insieme al chitarrista Issei Noro.
- Yoshihiro Naruse (1990–2006, 2012–Oggi)
  - Conosciuto dai fans come "Narucho", è uno degli unici 2 membri dei Casiopea ad avere avuto una carriera solista stabile prima di unirsi al gruppo. La storia racconta che i Casiopea (Noro, Sakurai, Koike e Sasaki) parteciparono all'East/West 1977 e Naruse era uno dei giudici dell'evento. Naruse chiese un bis, ma il gruppo non aveva altre canzoni da suonare. In uno dei suoi primi album solisti, "Bass Bawl", Naruse collaborò col bassista originale dei Casiopea, Tetsuo Sakurai, in una canzone chiamata "Captain Chaos".

### Batteria
- Takashi Sasaki (1976–1979)
  - Il batterista originale dei Casiopea. Lasciò la band perché tendeva a suonare ritmi complicati, e il sound dei Casiopea era troppo delicato per il suo stile.
- Akira Jimbo
  - Batterista Ufficiale (1980–1989)
  - Batterista di supporto (1997–2006, 2012–Oggi)
  - Jimbo fu il più famoso batterista dei Casiopea. Lui e Tetsuo Sakurai lasciarono il gruppo per suonare nei "Jimsaku". Tornò nel 1997 e restò per più di un decennio come batterista dei Casiopea. Oltre che per i Casiopea, ha suonato la batteria per la seconda band di Issei Noro, gli "Inspirits", e per i Nettai Tropical Jazz Big Band.
- Masaaki Hiyama (1990–1993)
  - Si unì al gruppo e sostituì Akira Jimbo. Fu buttato fuori dalla band per problemi di salute dovuti al suo eccessivo vizio del fumo. Prima che si rimettesse, fu rimpiazzato da Noriaki Kumagai.
- Noriaki Kumagai (1993–1997)
  - Rimpiazzò Masaaki Hiyama e suonò come membro dei Casiopea fino al 1997, quando Akira Jimbo tornò nel gruppo.
- Hiroyuki Noritake
  - Batterista di supporto(2005–2006)
  - Noritake fu il primo batterista a lungo termine dei T-Square (suonò con loro dal 1986 al 2005). Lui e Jimbo si incontrarono durante un evento chiamato "Casiopea vs. T-Square" nel 2003. I due suonarono come "Synchronized DNA" nell'ultimo album originale dei Casiopea come Band.

## Discografia

### Dal 1976 al 2006
- 1979 - Casiopea
- 1979 -  Super Flight
- 1980 -  Thunder Live
- 1980 -  Make Up City
- 1981 -  Eyes of the Mind
- 1981 -  Cross Point
- 1982 -  Mint Jams
- 1982 -  4x4
- 1983 -  Photographs
- 1983 -  Jive Jive
- 1984 -  The Soundgraphy
- 1984 -  Down Upbeat
- 1985 -  Halle
- 1985 -  Casiopea Live
- 1986 -  Sun Sun
- 1987 -  Casiopea Perfect Live II
- 1987 -  Platinum
- 1988 -  Euphony
- 1988 -  Casiopea World Live '88
- 1990 -  The Party
- 1991 -  Full Colors
- 1992 -  Active
- 1992 -  We Want More
- 1993 -  Dramatic
- 1994 -  Answers
- 1994 -  Hearty Notes
- 1994 -  Asian Dreamer
- 1995 -  Freshness
- 1996 -  Flowers
- 1997 -  Light and Shadows
- 1998 -  Be
- 1999 -  Material
- 2000 -  20th (Casiopea's 20th Anniversary Album)
- 2000 -  Bitter Sweet
- 2001 -  Main Gate
- 2002 -  Inspire
- 2003 -  Places
- 2004 -  Marble
- 2004 -  Casiopea vs. The Square
- 2005 -  GIG 25 (Casiopea's 25th Anniversary Album)
- 2005 -  Casiopea and Sync DNA: 5 Stars Live!
- 2005 -  Signal

### Dal 2012
- 2013 -  Live Liftoff 2012
- 2013 -  Ta•Ma•Te•Box
- 2015 -  A•So•Bo
- 2016 -  I•Bu•Ki
- 2017 -  Vestige - 40th History Album
- 2018 -  A · ka · ri